# Sojuz TMA-02M
Sojuz TMA-02M (ryska: Союз ТMA-02M) var en flygning i det ryska rymdprogrammet. Flygningen transporterade Sergej Volkov, Michael E. Fossum och Satoshi Furukawa till och från Internationella rymdstationen. De tre ingick i Expedition 28.
Farkosten sköts upp med en Sojuz-FG-raket från Kosmodromen i Bajkonur den 7 juni 2011. Man dockade med rymdstationen två dagar senare den 9 juni 2011.
Efter 167 dagar i rymden lämnade man rymdstationen den 21 november 2011. Några timmar senare återinträdde farkosten i jordens atmosfär och landade utanför Arqalyq i Kazakstan.
I och med att farkosten lämnade rymdstationen var Expedition 29 avslutad.